# Relations entre la république du Congo et le Saint-Siège
Les relations entre la république du Congo et le Saint-Siège sont les relations bilatérales (en) existant entre la république du Congo et le Saint-Siège. L'Église catholique exerce une influence considérable en république du Congo, puisque près d'un tiers de la population congolaise se déclare catholique selon le Pew Research Center. Bien que les relations entre la république du Congo et le Saint-Siège soient initiées en février 1963, les deux États ne renforcent leur coopération qu'au début du XXIe siècle avec la signature d'un accord-cadre début 2017.
Le Saint-Siège dispose d'une nonciature apostolique à Brazzaville, mais la république du Congo ne dispose d'aucune mission consulaire près le Saint-Siège. Elle est en fait représentée par son ambassadeur en France, accrédité pour les missions diplomatiques de plusieurs pays, dont le Saint-Siège. Francisco Escalante Molina est l'actuel nonce apostolique du Vatican en république du Congo, tandis qu'Henri Lopes, ambassadeur de la république du Congo en France, est accrédité pour le Saint-Siège en 2000.

## Accords bilatéraux
En février 2017, les deux États signent un accord-cadre qui confirme le statut de l'Église catholique et d'autres institutions catholiques en république du Congo, ainsi que le droit de l'Église d'exercer sa mission dans le pays. Le cardinal secrétaire d'État Pietro Parolin, le président congolais Denis Sassou N'Guesso et le Premier ministre Clément Mouamba sont présents lors de la signature de l'accord, de même que d'autres officiels et dignitaires religieux de haut rang.

## Visites officielles
Le 24 mai 2010, le Président congolais Denis Sassou N'Guesso rencontre le pape Benoît XVI et le cardinal secrétaire d'État Tarcisio Bertone au Vatican. Ils s'entretiennent au sujet du rôle de l'Église en république du Congo et des quelque 120 000 réfugiés présents dans le pays.
En 2017, le cardinal secrétaire d'État Pietro Parolin se rend en république du Congo pour la signature de l'accord bilatéral, dans le cadre de sa tournée africaine. Il s'entretient en tête-à-tête avec le président N'Guesso avant la signature de l'accord.